# Душа (річка)
Душа (словац. Duša) — річка в Словаччині, права притока річки Лаборець, протікає в округах Михайлівці і Требішов.
Довжина — 41.1 км; площа водозбору 182 км².
Витік знаходиться на території міста Стразьке.
Впадає у Лаборець біля населеного пункта Великі Рашковці.